# Milo Đukanović
Milo Đukanović, född 15 februari 1962 i Nikšić, är en montenegrinsk politiker. Mellan 20 maj 2018 och 20 maj 2023 var han Montenegros president.
Han har tidigare varit Montenegros premiärminister under fyra perioder; 1991–1998 (1991–1993, 1993–1996 och 1996–1998), från 2003 till 2006, åren 2008 till 2010 samt åren 2012 till 2016. 1998–2002 var han Montenegros president. Därtill är han partiordförande för demokratiska socialistpartiet, DPS.
Den 3 oktober 2006 tillkännagav han att han skulle avgå som premiärminister, trots att hans Koalition för ett europeiskt Montenegro vann parlamentsvalet i september 2006, men att han skulle fortsätta som ledare för DPS. Den 4 oktober föreslog han Željko Šturanović som efterträdare, vilket ses som en kompromiss mellan Đukanović och Svetozar Marović, eftersom Đukanovićs förstahandsval var finansministern Igor Lukšić. Đukanović avgick formellt som premiärminister den 10 november 2006, när den nya regeringen valdes av Montenegros parlament. Skälen han angav för att avgå var att han var "trött på politik", och att han ville pröva att vara affärsman. 
Den 20 februari 2008 blev han dock åter nominerad som premiärminister av president Vujanović, efter att Šturanović avgått på grund av sjukdom. Av samma anledning hade också Đukanović även tidigare assisterat Šturanović i hans administrativa plikter. Đukanović valdes till ny premiärminister 29 februari 2008. Đukanovićs koalition fick i 2009 års montenegrinska parlamentsval 49 av parlamentets 81 platser, vilket betydde att Đukanović fick fortsatt förtroende som premiärminister.
Den 21 december 2010 meddelade Đukanović att han avgår som premiärminister. Han skall dock fortsätta som partiledare för DPS.
Đukanović var under 1990-talet anklagad för att ha varit inblandad i tobakssmuggling i Montenegro, men anklagelserna om hans eventuella inblandning ledde aldrig till fällande dom.